# Capilla de los Borbones
La Capilla de los Borbones es un proyecto arquitectónico de Jean-Baptiste Colbert y Luis XIV de Francia, que nunca se realizó y que consistía en la construcción de una capilla al final de la Basílica de Saint-Denis para albergar las tumbas de los reyes de la Casa de Borbón. También se la conoce como la rotonda de los Borbones por analogía con la de los Valois,pero el término es impreciso ya que no era un edificio circular.
Una capilla de los Borbones se acondicionó en el siglo XIX. Tiene los restos de la familia real en urnas y un cenotafio .

## La orden real
En 1665, el joven rey Luis XIV sueña con una tumba para recibir los restos de los reyes de la Casa de Borbón.  Encarga a su jefe de obras y a su primer ministro Jean-Baptiste Colbert estudiar el proyecto.
Colbert pidió a dos de los más famosos arquitectos de la época, el francés François Mansart y el italiano Gian Lorenzo Bernini el diseño de un proyecto de capilla funeraria para los Borbones en la esquina este de la Basílica de Saint-Denis

## Los proyectos deFrançois MansartyGian Lorenzo Bernini

### Los dos proyectos deFrançois Mansart
François Mansart concibió dos proyectos diferentes distintos un año antes de morir y que nunca se llevaron a cabo. Se conocen gracias a los planos conservados en la Biblioteca Nacional de Francia.
1. Mansart imaginó primero una serie de capillas abovedadas para albergar las tumbas, que se agrupan alrededor de un área central circular cubierta con una cúpula compleja truncada iluminada por ventanas ocultas. A diferencia de Bernini no superpone capillas de la misma amplitud, pero recurre a los contrastes en la forma y el volumen de las capillas. Grandes y ovaladas en los ejes y redondas y pequeñas en las diagonales.  Este proyecto habría dado lugar a una corona de cúpulas de distinto tamaño girando alrededor de la bóveda central.
2. Mansart concibió igualmente un segundo proyecto menos ambicioso : una base cuadrangular que integra capillas satélites de donde habría surgido una gran cúpula central. Es este segundo proyecto que retomó su sobrino Jules Hardouin-Mansart para la iglesia de las Inválidos.

### Proyectos deGian Lorenzo Bernini
El 15 de septiembre de 1665, el Caballero Bernini pidió a los frailes de Saint-Denis un plan integral de la abadía y después de dar una vuelta de la iglesia se puso manos a la obra. 
Bernini presentó dos proyectos distintos, se conocen gracias al diario de Fréart de Chantelou, su guía francés, y a un plano que se conserva en Estocolmo. 
1. El primer proyecto preveía la construcción de una ambiciosa rotonda circular con ocho grandes capillas radiales, alternando cuadradas y circulares , todas con nichos. Al igual que en la rotonda de los Valois, la tumba de Luis XIV habría ocupado el espacio central , mientras que las de sus predecesores así como las de los descendientes del Rey Sol habrían ocupado las capillas satélites.
2. El segundo proyecto, más modesto, incluía cuatro grandes capillas rectangulares dispuestas en las diagonales de un espacio central octogonal. Unos sólidos zócalos dispuestos de forma concéntrica compensarían la sobreelevación del coro gótico para dar una posición prominente al mausoleo.

### Los planos
https://es.wikipedia.org/wiki/Archivo:Saint-Denis_Chapelle_des_Bourbons.jpg
|  |  |  |

## Abandono del proyecto
Colbert acabó por descartar todos estos proyectos, con el pretexto de que resultaban demasiado costosos y que la propia iglesia no sería más que un accesorio de semejante obra.
Gian Lorenzo Bernini propuso entonces de erigir un monumento para los Borbones dentro de la basílica. François Mansart,  diseñó una simple capilla funeraria en el eje de la iglesia. Pero finalmente no se realizó.

## Artículos
- Basílica Saint-Denis
- Rotonda de los Valois